# Рух за конголезьку демократію
Рух за конголезьку демократію (фр. Rassemblement congolais pour la democratie) — політична партія і колишня повстанська організація, що має вплив у східній частині Демократичної Республіки Конго (ДРК). Підтримується переважно племенами тутсі. Організація була головною силою, що спровокувала Другу конголезьку війну (1998—2003) за підтримки уряду Руанди. З 2003 року є офіційною політичною партією.

## Історія

### Заснування
У 1997 році Лоран-Дезіре Кабіла став президентом ДРК після перемоги Альянсу демократичних сил за звільнення Конго (АДСЗ) у Першій конголезькій війні, з підтримкою з боку уряду Уганди і Руанди. Однак етнічна напруженість на сході ДРК не зникла. Тисячі бойовиків хуту, які брали участь у геноциді у Руанді та втекли до ДРК, брали участь у провокаційних сутичках з племенем баньямуленге, що живе у конголезьких провінціях Північне Ківу і Південне Ківу. У лютому 1998 року Ківу було охоплене етнічною війною. Війська баньямуленге, що базувалися в місті Букаву, та належали до АДСЗ, збунтувалися проти руандійських військ. Заколот викликав напружені відносини між Кабілою і його руандійськими та угандійськими союзниками.
На початку серпня 1998 року створена організація «Рух за конголезьку демократію» (РКД) на чолі з Ернестом Вамба діа Вамба. Сили РКД захопили місто Гома і почали військову кампанію проти Кабіли. Це стало початком другої війни в Конго. РКД була утворена урядами Уганди і Руанди після того, як вони стали незадоволені урядом Кабіли. Ядро РКД складалося з колишніх членів АДСЗ, в тому числі військових з племені баньямуленга, які підтримували присутність руандійських сил в регіоні. Проте, військам Кабіли вдалося зупинити наступ РКД за допомогою сил Анголи і Зімбабве. Проте це був лише початок повномасштабного регіонального конфлікту.
На початку 1999 року до Руху за конголезьку демократію приєдналися генерали Збройних сил Демократичної Республіки Конго Кпама Барамото Ката (Kpama Baramoto Kata) та Нзімбі Нгбале Конго ва Басса (Nzimbi Ngbale Kongo wa Bassa). Вони мобілізували до повстання понад 30000 колишніх солдатів.
Війська РКД повністю контролювали східну частину країни. Контроль на РКД здійснював уряд Руанди. Місцеве населення було незадоволене організацію, через збільшення податків та часті конфлікти, що спровоковані військовиками.

## Розкол
Коли стало зрозуміло, що владу Кабіли не можливо повалити, в організації «Рух за конголезьку демократію» почався розкол. До розколу спричинилась і боротьба Уганди та Руанди за вплив на РКД та доступ до мінеральних ресурсів на території підконтрольній РКД (зокрема, до алмазів).
У травні 1999 року організація поділилась на дві частини. Колишній лідер організації Вамба діа Вамба, за підтримки Уганди, осів у місті Кісангані. Його організація, для розрізнення, відома під назвою РКД-Кісангані або РКД-Вамба. Іншу частину, що контролювалась Руандою, очолив доктор Еміль Ілунга. Її стали називати РКД-Гома. Дійшло до збройного протистояння між двома угрупуваннями. Двічі РКД-Гома наступало на Кісангані — у серпні 1999 року та 5 травня 2000 року. Після так званої Шестиденної війни у червні 2000 року, сили Вамби та угандійські війська зазнали поразки. Війська РКД-Кісангані відступили до міста Буніа, де почався бунт всередині організації. Від Вамби відколовся генерал Мбуса Ньямвісі і взяв під свій контроль північну частину Північного Ківу і Ітурі за підтримки деяких угандійських генералів. Ньямвісі перейменував КРД-Кісангані на КРД-Рух за Звільнення (КРД-РЗ). Руандійська організація РКД зберегла контроль над південною частиною провінції Північне Ківу, провінціями Південне Ківу, Манієма, Східне Касаї, Кісангані, північною частиною Катанги.
У 2000 році Адольфе Онусумба замінив Ілунгу на посаді голови РКД-Гома.

## Мирний процес та вибори
З часом стало очевидним, що Кіншаса не зможе військовим шляхом відновити контроль над східною частиною країни. Друга конголезька війна закінчилась у 2003 році підписанням мирної угоди. Було створено перехідний уряд та дострокові вибори. «Рух за конголезьку демократію» став політичною партією. У Національній асамблеї вона отримала 94 місця з 500. Лідером фракції РКД та одним з чотирьох віце-президентів став Руберва. На виборах 2006 року за партію проголосувало лише 1,7 % виборців, вона отримала 15 місць з 500. На виборах у Сенат 19 січня 2007 року партія отримала 7 з 108 місць.